# Tuvalu A-Division 2011
De Tuvalu A-Division of het The National Provident Fund Championship League (TNPF) is de hoogste voetbalcompetitie op Tuvalu, die door de Tuvalu National Football Association (TNFA) wordt georganiseerd.
Het ging van start op 29 januari 2011 en eindigde op 12 maart 2011. Het seizoen werd gewonnen door Nauti A uit Funafuti. Alle wedstrijden werden bij het Tuvalu Sports Ground gehouden.
Tofaga en Lakena United hadden dit jaar allebei twee teams voor de competitie. FC Nanumaga, FC Niutao en Nui deden dit jaar niet mee.

## Deelnemende clubs
| Club             | Eiland     |
| ---------------- | ---------- |
| Nauti A          | Funafuti   |
| Tofaga A1        | Vaitupu    |
| Tofaga A2        | Vaitupu    |
| Lakena United A1 | Nanumea    |
| Lakena United A2 | Nanumea    |
| Manu Laeva A     | Nukulaelae |
| Tamanuku A       | Nukufetau  |

## Eindstand
|     | Club             | AW | W  | G  | V  | DP    | +/− | Punten |
| --- | ---------------- | -- | -- | -- | -- | ----- | --- | ------ |
| 01. | Nauti A          | 6  | 04 | 01 | 01 | 12:6  | +6  | 13     |
| 02. | Tofaga A1        | 6  | 02 | 04 | 0  | 12:9  | +3  | 10     |
| 03. | Lakena United A2 | 6  | 02 | 03 | 01 | 14:9  | +5  | 9      |
| 04. | Tofaga A2        | 6  | 02 | 02 | 02 | 10:10 | 0   | 8      |
| 05. | Lakena United A1 | 6  | 02 | 02 | 02 | 7:10  | −3  | 8      |
| 06. | Manu Laeva A     | 6  | 02 | 01 | 03 | 10:16 | −6  | 7      |
| 07. | Tamanuku A       | 6  | 01 | 02 | 03 | 8:12  | −4  | 5      |

### Ronde 1
Deze wedstrijden werden op 29 januari 2011 gespeeld.
| Thuisclub    | Uitslag | Uitclub          |
| ------------ | ------- | ---------------- |
| Nauti A      | 3-0     | Tamanuku A       |
| Manu Laeva A | 1-1     | Lakena United A2 |
| Tofaga A1    | 0-0     | Lakena United A1 |

### Ronde 2
Deze wedstrijden werden op 5 februari 2011 gespeeld.
| Thuisclub        | Uitslag | Uitclub      |
| ---------------- | ------- | ------------ |
| Tofaga A2        | 2-1     | Manu Laeva A |
| Lakena United A2 | 1-1     | Tofaga A1    |
| Lakena United A1 | 0-2     | Nauti A      |

### Ronde 3
Deze wedstrijden werden op 12 februari 2011 gespeeld.
| Thuisclub        | Uitslag | Uitclub          |
| ---------------- | ------- | ---------------- |
| Lakena United A1 | 4-3     | Lakena United A2 |
| Nauti A          | 3-0     | Manu Laeva A     |
| Tamanuku A       | 0-2     | Tofaga A2        |

### Ronde 4
Deze wedstrijden werden op 19 februari 2011 gespeeld.
| Thuisclub        | Uitslag | Uitclub      |
| ---------------- | ------- | ------------ |
| Nauti A          | 1-1     | Tofaga A1    |
| Lakena United A2 | 3-1     | Tofaga A2    |
| Tamanuku A       | 1-3     | Manu Laeva A |

### Ronde 5
Deze wedstrijden werden op 26 februari 2011 gespeeld.
| Thuisclub    | Uitslag | Uitclub          |
| ------------ | ------- | ---------------- |
| Manu Laeva A | 3-1     | Lakena United A1 |
| Tofaga A2    | 2-2     | Tofaga A1        |
| Tamanuku A   | 2-2     | Lakena United A2 |

### Ronde 6
Deze wedstrijden werden op 5 maart 2011 gespeeld.
| Thuisclub        | Uitslag | Uitclub      |
| ---------------- | ------- | ------------ |
| Lakena United A1 | 2-2     | Tamanuku A   |
| Tofaga A1        | 6-4     | Manu Laeva A |
| Tofaga A1        | 1-2     | Nauti A      |

### Ronde 7
Deze wedstrijden werden op 12 maart 2011 gespeeld.
| Thuisclub        | Uitslag | Uitclub   |
| ---------------- | ------- | --------- |
| Lakena United A2 | 4-1     | Nauti A   |
| Lakena United A1 | 2-2     | Tofaga A2 |
| Tamanuku A       | 1-2     | Tofaga A2 |

### Topscorers
| #  | Naam            | Club             | Doelp |
| -- | --------------- | ---------------- | ----- |
| 1  | Starzle         | Manu Laeva A     | 6     |
| 2  | Lutelu Tiute    | Tofaga A1        | 6     |
| 3  | Siopepa Tailolo | Lakena United A2 | 6     |
| 4  | Naisali Kalisi  | Nauti A          | 4     |
| 5  | Lopati Okelani  | Tofaga A1        | 3     |
| 6  | Mase Tumua      | Nauti A          | 3     |
| 7  | Okilani Tinilau | Manu Laeva A     | 3     |
| 8  | Fakaava         | Lakena United A2 | 2     |
| 9  | Kanava          | Lakena United A2 | 2     |
| 10 | Togevai         | Lakena United A2 | 2     |